# Smykowiczy
Smykowiczy (biał. Смыковічы; ros. Смыковичи, Smykowiczi; pol. hist. Smikowicze) – wieś na Białorusi, w obwodzie homelskim, w rejonie oktiabrskim, w sielsowiecie Oktiabrski, nad Nieratówką i w pobliżu Oktiabrskiego.

## Historia
W XIX i w początkach XX w. położone były w Rosji, w guberni mińskiej, w powiecie bobrujskim, w gminie Rudobiełka (Karpiłówka). Należała do Łappów.
Po I wojnie światowej pod administracją polską, w Zarządzie Cywilnym Ziem Wschodnich, w okręgu mińskim, w powiecie bobrujskim. W wyniku traktatu ryskiego znalazły się w granicach Związku Sowieckiego. Od 1991 w niepodległej Białorusi.